# Night Nurse
Night Nurse is een Amerikaanse dramafilm uit 1931 onder regie van William A. Wellman. Het scenario is gebaseerd op de gelijknamige roman uit 1930 van Grace Perkins.

## Verhaal
Lora Hart werkt in een ziekenhuis als een verpleegster in opleiding. Ze zorgt er voor de zieke kinderen Desney en Nanny Ritchie. Veel medewerkers willen hen echter vermoorden. Lora tracht hen tegen te houden met de hulp van Mortie.

## Rolverdeling
| Acteur              | Personage       |
| ------------------- | --------------- |
| Barbara Stanwyck    | Lora Hart       |
| Ben Lyon            | Mortie          |
| Joan Blondell       | Maloney         |
| Clark Gable         | Nick            |
| Blanche Friderici   | Mevrouw Maxwell |
| Charlotte Merriam   | Mevrouw Ritchey |
| Charlotte Winninger | Dokter Bell     |
| Edward J. Nugent    | Eagan           |
| Vera Lewis          | Juffrouw Dillon |
| Ralf Harolde        | Dokter Ranger   |
| Walter McGrail      | Dronkenman      |